# Yarim-Lim I

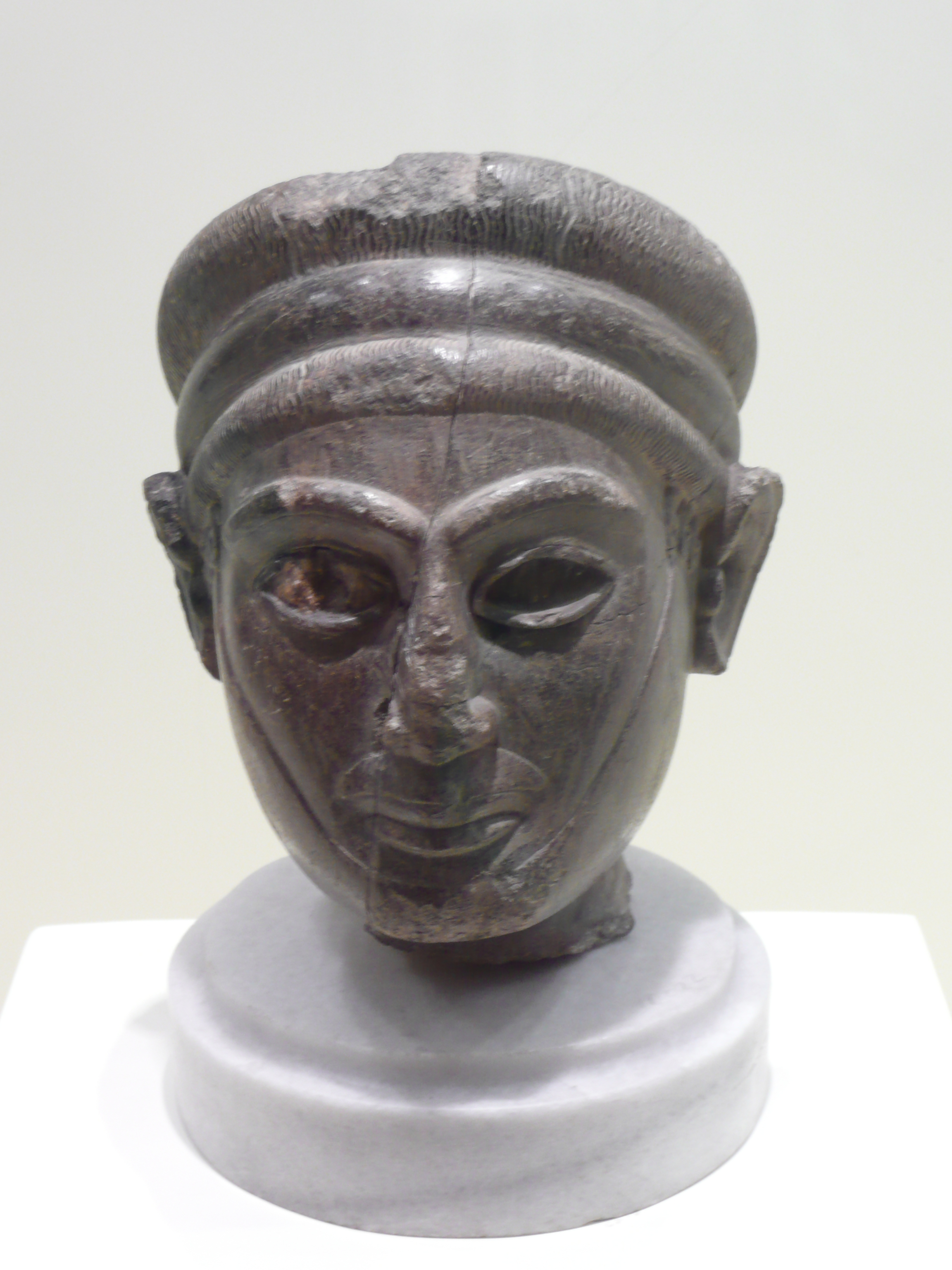
Yarim-Lim.

Yarim-Lim (reinado c. 1735 a. C. –?  Cronología media) fue un rey de Alalakh, hijo de Hammurabi I de Yamkhad. Su hermano Abba-El I de Yamkhad le concedió la ciudad de Alalakh y comenzó una rama secundaria de la dinastía Yamkhadita que duró hasta la conquista de Alalakh por el rey hitita Hattusili I.

## Identidad
La identidad de Yarim-Lim está en disputa, Yarim-Lim II de Yamkhad era hijo y sucesor de Abba-El I. Yarim-Lim II en la inscripción de su sello menciona que es el hijo de Abba El-I,  y Yarim-Lim de Alalakh menciona que él es el hijo de Hammurabi y por tanto tío de Yarim-Lim II. Sin embargo, el profesor Moshe Weinfeld sugiere que Yarim-Lim IId e Yamhad es el mismo Yarim-Lim de Alalakh, pues cree que el sello que menciona que Yarim-Lim II era hijo de Abba-El, realmente pertenece a Yarim-Lim de Alalakh hijo de Hammurabi I y por lo tanto, Yarim-Lim de Alalakh es el mismoYarim-Lim II, el sucesor de Abba-El I en el trono Yamkhadita. Weinfeld cree que la razón de que Yarim-Lim de Alalakh se llamara hijo de Abba-El es porque El Abba-El  lo adoptó con el fin de crear la base legal para su instalaciónn como rey de Alalakh. Esta teoría es difícil de probar ya que no hay ninguna referencia textual a cualquier adopción y el hecho de que desde el entronamiento de Yarim-Lim de Alalakh (hijo de Hammurabi) pasó mucho tiempo antes de la supuesta adopción. Tampoco era necesaria una adopción para legitimar la concesión de Alalakh por el rey a su hermano.

## Vida y reinado
Hammurabi nombró a Yarim-Lim  gobernador de un distrito en el norte del cual Irridu era la ciudad principal. Bajo su hermano mayor Abba-El I de Yamkhad, continuó gobernando el distrito. itraddu, gobernador de Irridu se rebeló contra Yamhad lo que causó que Abba-El destruyera la ciudad. Como compensación Abba-Elfirmó un tratado con su hermano, que dio a Yarim-Lim la ciudad de Alalakh como reino hereditario para su dinastía bajo el protectorado de Alepo. Esto ocurrió 15 años después del comienzo del reinado de Abba-El, en torno a 1735 a. C. Yarim-Lim hizo un juramento de lealtad a su hermano que él o sus descendientes nunca cometerían traición o desvelarían secretos de Abba-El a otro rey, si no perderían sus tierras.
Yarim-Lim gobernó durante todo eel reinado de su hermano y siguió durante el reinado de su sobrino Yarim-Lim II de Yamkhad y los primeros años del reinado su sobrino nieto Niqmi-Epuh, que reinó desde c. 1700-1675 a. C. A Yarim-Lim le sucedió su hijo Ammitakum.

### Yarim-Lim II de Alalakh
El profesor Nadav Na'aman sostiene la teoría de que Yarim-Lim hijo de Hammurabi no era el único rey de Alalakh con ese nombre y que había un segundo Yarim-Lim que gobernó Alalakh y queera nieto del primero. Na'aman basan su teoría en los reinados excepcionalmente largos certificados de Yarim-Lim y su sucesor Ammitakum que abarcaron los reinados de cinco reyes Yamkhaditas. El número de los reyes de Alalakh es un tema altamente debatido, la teoría de Na'aman teoría es apoyada por varios otros profesores como Dominique Collon y Erno Gaál. Sin embargo, no se ha encontrado ninguna evidencia para probar la existencia de un segundo Yarim-Lim y varios otros profesores refutan esta teoría como Horst Klengel y Marlies Heinz.

## Tumba y estatua
Sir Leonard Woolley descubrió el palacio de Yarim-Lim durante las excavaciones que comenzaron en 1936, la cámara funeraria consistía en un hoyo de 15 metros de profundidad, en el centro  había un pozo de 9 metros de profundidad con la urna funeraria dentro. El pozo estaba lleno de piedras y se el foso tenía capas sucesivas con edificios ceremoniales, cada edificio fue quemado y después cubierto por otra capa. Por encima del foso se construyó una capilla real que contenía una estatua de diorita de Yarim-Lim.
Woolley equivocadamente asumió que la estatua de Yarim-Lim representaba Yarim-Lim I de Yamkhad. La lectura de la tablilla de Alalakh dio una mejor comprensión de ese periodo y reveló que la estatua representa a Yarim-Lim de Alalakh, quien era un nieto de Yarim-Lim I de Yamkhad.